# Dysmilichia fukudai
Dysmilichia fukudai là một loài bướm đêm trong họ Noctuidae.